# Wendell Anderson
Wendell Richard «Wendy» Anderson (Saint Paul, Minnesota, 1 de febrero de 1933-17 de julio de 2016) fue un político estadounidense que fue el trigésimo tercer gobernador de Minnesota desde el 4 de enero de 1971 hasta el 29 de diciembre de 1976. 
A finales de 1976, renunció a la oficina del gobernador con el fin de ser nombrado Senador de los Estados Unidos para reemplazar a Walter Mondale, quien había sido elegido Vicepresidente de los Estados Unidos. Sirvió en el Senado de Estados Unidos desde el 30 de diciembre de 1976 hasta su renuncia el 29 de diciembre de 1978